# Sleeper
Sleeper ist eine britische Independentband, die in den 1990ern aktiv war und diverse Hits in Großbritannien platzieren konnte. Seit 2017 ist die Band wieder aktiv. Louise Wener ist die Sängerin der Band. 

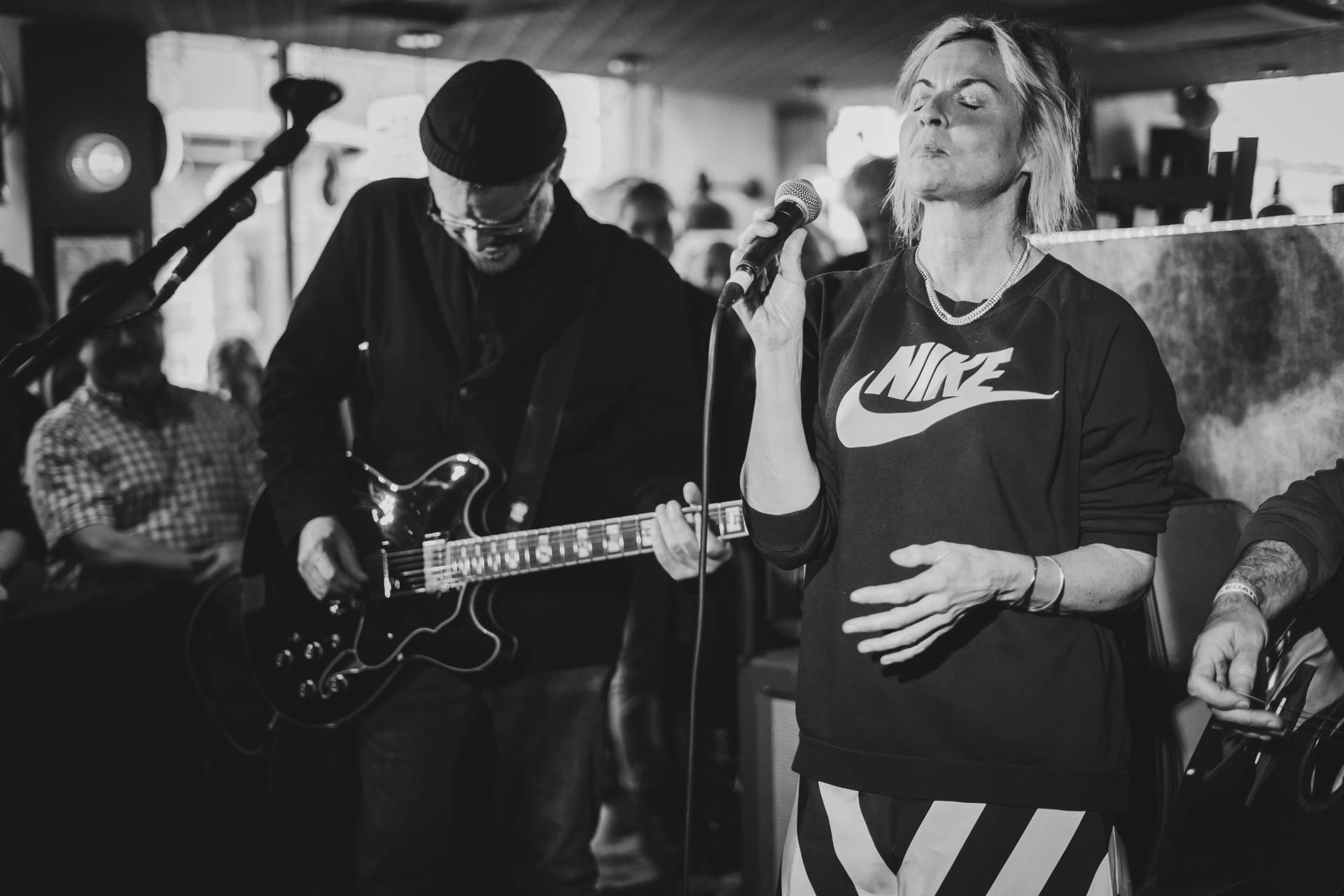
Sleeper - britische Band (2023)

Die Band hat in den 90er Jahren drei Studioalben aufgenommen: Smart, The It Girl und Pleased to Meet You. Nach der Wiedervereinigung wurden zwei weitere Studioalben veröffentlicht.

## Hintergrund
Ihr Durchbruchssingle Inbetweener hatte ein Video mit Dale Winton, der zu dieser Zeit eine populäre Figur unter Studenten war. Die Gruppe wird eng mit dem Britpop verbunden. Als 1997 die Beliebtheit des Britpops zurückging, schwand auch das Publikum von Sleeper. Nach der Trennung der Band wurde Louise Wener erfolgreiche Roman-Autorin.
Die Band nahm auch eine Coverversion von Atomic von Blondie auf, die im Film Trainspotting verwendet wurde.
Der ursprüngliche Name der Band war Surrender Dorothy. Sie wurden zu diesem Namen von dem Film Das zauberhafte Land inspiriert.

## Diskografie

### Alben
| Jahr | Titel               | Höchstplatzierung, Gesamtwochen, AuszeichnungChartsChartplatzierungen (Jahr, Titel, Platzierungen, Wochen, Auszeichnungen, Anmerkungen) | Anmerkungen |
| Jahr | Titel               | UK | Anmerkungen |
| ---- | ------------------- | --- | ----------- |
| 1995 | Smart               | UK5 Gold · (15 Wo.)UK |             |
| 1996 | The it Girl         | UK5 Platin · (42 Wo.)UK |             |
| 1997 | Pleased to Meet You | UK7 Silber · (4 Wo.)UK |             |
| 2019 | The Modern Age      | UK18 (1 Wo.)UK |             |
| 2021 | This Time Tomorrow  | — |             |

### Kompilationen
- 2007: Greatest Hits
- 2016: Inbetweener – The Best of Sleeper

### Singles
| Jahr | Titel Album                           | Höchstplatzierung, Gesamtwochen, AuszeichnungChartsChartplatzierungen (Jahr, Titel, Album, Platzierungen, Wochen, Auszeichnungen, Anmerkungen) | Anmerkungen |
| Jahr | Titel Album                           | UK | Anmerkungen |
| ---- | ------------------------------------- | --- | ----------- |
| 1994 | Swallow Smart                         | UK76 (2 Wo.)UK |             |
| 1994 | Delicious Smart                       | UK75 (2 Wo.)UK |             |
| 1995 | Inbetweener Smart                     | UK16 (4 Wo.)UK |             |
| 1995 | Vegas Smart                           | UK33 (3 Wo.)UK |             |
| 1995 | What Do I Do Now? The It Girl         | UK14 (4 Wo.)UK |             |
| 1996 | Sale of the Century The It Girl       | UK10 (5 Wo.)UK |             |
| 1996 | Nice Guy Eddie The It Girl            | UK10 (5 Wo.)UK |             |
| 1996 | Statuesque The It Girl                | UK17 (3 Wo.)UK |             |
| 1997 | She’s a Good Girl Pleased to Meet You | UK28 (2 Wo.)UK |             |
| 1997 | Romeo Me Pleased to Meet You          | UK39 (2 Wo.)UK |             |

Weitere Singles
- 1994: Alice EP
- 1994: Bucket & Spade
- 2018: Look at You Now
- 2019: The Sun Also Rises